# Lasiodora isabellina
Lasiodora isabellina é uma espécie de aranha pertencente à família Theraphosidae (caranguejeiras), endêmica do Brasil.
A espécie foi descrita por Anton Ausserer em 1871 como Crypsidromus isabellinus. Em 1923 foi transferida para o gênero Pamphobeteus. E em 1996 recombinada para Lasiodora isabellina.